# Organized Crime and Corruption Reporting Project
Organized Crime and Corruption Reporting Project (OCCRP) é uma rede global anticorrupção de jornalistas investigativos. Foi fundada em 2006 e especializada em crime organizado e corrupção, é um consórcio de centros de investigação, mídia e jornalistas que operam na Europa Oriental, Cáucaso, Ásia Central e América Central.
Publica suas histórias na mídia local e em inglês e russo por meio de seu website. Em 2017, o NGO Advisor classificou-o na 69ª posição mundial em sua lista anual das 500 melhores organizações não governamentais (ONG). 
O site da organização fornece atualizações diárias sobre supostos casos de corrupção e crime organizado em todo o mundo. A OCCRP Aleph é uma plataforma de dados investigativos que contém um arquivo de registros governamentais e bancos de dados abertos. A organização concede acesso a jornalistas e ativistas caso a caso.
A missão declarada do OCCRP é difundir e fortalecer o jornalismo investigativo em todo o mundo e expor o crime e a corrupção para que o público possa responsabilizar aqueles que estão no poder, além de promover um mundo mais informado, onde as vidas, os meios de subsistência e as democracias não sejam ameaçados. A também organização oferece treinamento para repórteres e parceiros.

## História
O OCCRP foi fundado pelos jornalistas veteranos Drew Sullivan e Paul Radu . Sullivan era editor do Centro de Reportagem Investigativa (CIR) e Radu trabalhava em um dos primeiros centros romenos. Em 2019, o projeto recebeu uma Citação de Excelência do Global Shining Light Award da Global Investigative Journalism Network pela sua história intitulada The Azerbaijani Laundromat. Em março de 2022, o OCCRP foi rotulado como "organização indesejável" na Rússia.

## Trabalho

### Prêmio de Pessoa do Ano
Desde 2012, a OCCRP dedica o Prêmio de Pessoa do Ano, que "reconhece o indivíduo ou instituição que mais fez para promover a atividade criminosa organizada e a corrupção no mundo".
Lista de vencedores anteriores:
- 2012 - Ilham Aliyev, Presidente do Azerbaijão - Outras menções: Naser Kelmendi, Milo Đukanović, Vladimir Putin, Miroslav Mišković, Islam Karimov[9]
- 2013 - Parlamento da Romênia - Outras menções: Darko Šarić, Gulnara Karimova[10]
- 2014 - Vladimir Putin, Presidente da Federação Russa - Outras menções: Viktor Orbán, Milo Đukanović[11]
- 2015 - Milo Đukanović, Primeiro Ministro de Montenegro - Outras menções: Primeira Família do Azerbaijão, Nikola Gruevski[12]
- 2016 - Nicolás Maduro, Presidente da Venezuela - Outras menções: Rodrigo Duterte, Bashar al-Assad, ISIS, Raúl Castro/Luis Alberto Rodríguez, Vladimir Putin[7]
- 2017 - Rodrigo Duterte, Presidente das Filipinas - Outras menções: Jacob Zuma, Robert Mugabe[13]
- 2018 - Danske Bank, pelo escândalo de lavagem de dinheiro[14]
- 2019 - Joseph Muscat, pelo florescimento da criminalidade e da corrupção sob sua liderança como primeiro-ministro de Malta[15]
- 2020 - Jair Bolsonaro, Presidente do Brasil, por “se cercar de figuras corruptas, usar propaganda para promover sua agenda populista, minar o sistema de justiça e travar uma guerra destrutiva contra a região amazônica que enriqueceu alguns dos piores proprietários de terras do país." - Outras menções: Presidente dos Estados Unidos Donald Trump, Presidente da Turquia Recep Erdoğan e Ihor Kolomoyskyi[16]
- 2021 – Alexander Lukashenko, Presidente da Bielorrússia, “em reconhecimento de tudo o que fez para fazer avançar a atividade criminosa organizada e a corrupção”. - Outras menções: Ex-presidente do Afeganistão Ashraf Ghani, presidente da Síria Bashar al-Assad, presidente da Turquia Recep Tayyip Erdoğan, ex-chanceler da Áustria Sebastian Kurz[17]
- 2022 – Yevgeny Prigozhin, um oligarca russo e líder mercenário, “pelos seus esforços incansáveis para ”alargar o alcance vicioso e corrupto da Rússia, para roubar para Vladimir Putin e para punir aqueles que resistem“”. - Outras menções: Tribunal de Justiça Europeu, Presidente da Turquia Recep Tayyip Erdoğan, Presidente da Nicarágua Daniel Ortega[18]
- 2023 – María Consuelo Porras, Procuradora-Geral da Guatemala, por "fazer descarrilar a democracia, trabalhar para manter o governo corrupto no poder, supervisionando os esforços para impedir que presidente eleito Bernardo Arévalo de assumir o cargo e perseguir brutalmente procuradores, jornalistas e activistas honestos". - Outras menções: Presidente da Turquia Recep Tayyip Erdoğan, Primeiro-ministro do Bangladesh Sheikh Hasina[19]
- 2024 – Bashar al-Assad, 2000-2024 Presidente da Síria - Outras menções: Presidente do Quênia William Ruto, antigo Presidente da Indonésia Joko Widodo, Presidente da Nigéria Bola Tinubu, antigo Primeiro-ministro do Bangladesh Sheikh Hasina, Gautam Adani

Drew Sullivan disse que o ex-presidente das Filipinas, Rodrigo Duterte, "zombou do Estado de direito em seu país". "Embora não seja o típico líder corrupto, ele fortaleceu a corrupção de uma forma inovadora. Seus esquadrões da morte supostamente se concentraram em criminosos, mas, na verdade, são menos discriminatórios. Ele fortaleceu um sistema dominado por tiranos de sobrevivência do mais feroz. No final, as Filipinas são mais corruptas, mais cruéis e menos democráticas", afirmou.

### Consórcio Global Anticorrupção
O Consórcio Global Anticorrupção (GACC, sigla em inglês) é uma parceria que reúne reportagens investigativas do OCCRP impulsionadas pela Transparência Internacional (TI), que usa evidências das investigações de corrupção do OCCRP para informar e fortalecer a política e a defesa jurídica. Por exemplo, a investigação de 2017 do OCCRP sobre um escândalo de corrupção no Azerbaijão que revelou uma operação de branqueamento de capitais e um fundo de lavagem de dinheiro no valor de 2,9 bilhões de dólares, gerido pela elite governante do país. Gerido através de quatro empresas de fachada registadas no Reino Unido, com milhares de milhões a passarem pelo Danske Bank - o maior banco da Dinamarca - o dinheiro branqueado foi utilizado para influenciar políticos europeus e representantes de organizações internacionais, incluindo delegados da Assembleia Parlamentar do Conselho da Europa (APCE) - o órgão de direitos humanos mais importante da Europa. A TI mobilizou pressão pública, apresentou aos formuladores de políticas nacionais e europeias evidências de lavagem de reputação e defendeu uma investigação independente sobre alegações de corrupção no APCE. Renúncias nos níveis mais altos do APCE ocorreram quase imediatamente. Um ano mais tarde, a investigação externa independente da APCE descobriu inúmeras violações de códigos de conduta e, em alguns casos, atividades corruptas.

## Impacto
O OCCRP reivindicou os seguintes totais como resultado das suas investigações desde que começou a registar o impacto em 2009:
- cerca de 10 bilhões dólares em multas aplicadas e ativos apreendidos por agências governamentais;
- 820 ações governamentais;
- 736 prisões, mandados ou sentenças;
- 430 investigações oficiais;
- 261 ações cívicas;
- 145 ações corporativas;
- 135 demissões ou demissões de figuras-chave, incluindo um presidente, um primeiro-ministro e CEOs de grandes corporações internacionais.

## Organização e financiamento
O OCCRP é um nome registrado da Journalism Development Network (JDN), uma organização 501(c)(3) sediada em Maryland, Estados Unidos. É liderado por um conselho de administração e inclui organizações de jornalismo em cidades e países como Sarajevo,  Belgrado, Erevã,  Sófia, Budapeste, Montenegro, Riga, Escópia, Bulgária, Ucrânia, Praga, Chișinău, Polônia, entre outros. Também tem parceria com a Novaya Gazeta em Moscou e o Kyiv Post em Kiev . Novos centros membros foram adicionados à Rede OCCRP entre 2015 e 2016, ina Itália, Hungria, Ucrânia e Áustria.
O OCCRP é apoiado por vários doadores que são listados no site oficial, nos relatórios anuais e nos relatórios fiscais da organizações sem fins lucrativos. Os doadores incluem a Loteria do Código Postal Holandês, a Fundação Ford, a Agência para a Cooperação Internacional para o Desenvolvimento da Eslováquia, a Agência para a Cooperação Internacional para o Desenvolvimento da Suécia, o Gabinete de Relações Exteriores, Commonwealth e Desenvolvimento do Reino Unido, o Ministério da Europa e Relações Exteriores da França, o National Endowment for Democracy, a Agência dos Estados Unidos para o Desenvolvimento Internacional (USAID), o Centro Internacional para Jornalistas (ICFJ), o Departamento de Estado dos Estados Unidos, a Confederação Suíça, o Google Ideas, a Open Society Foundations (OSF) e a Knight Foundation. Em 2024, foi relatado que o OCCRP recebe quase metade do seu financiamento da USAID.

## Prêmios e reconhecimento
A organização ganhou o Prêmio Especial do European Press Prize de 2015 por seu trabalho, com os juízes dizendo que "o OCCRP é uma força memoravelmente motivada e determinada para o bem em todos os lugares onde opera. Seus membros não enriquecem, mas as sociedades que atendem são mais ricas e limpas pelo escrutínio que somente o jornalismo verdadeiro e independente pode fornecer."
Ganhou o prêmio Tom Renner da Investigative Reporters & Editors (IRE) de 2015 pelo "Projeto Khadija", uma iniciativa para continuar o trabalho da repórter presa do OCCRP/RFE Khadija Ismayilova. Foi finalista por três anos consecutivos do Prêmio Daniel Pearl do Consórcio Internacional de Jornalistas Investigativos de Melhor Reportagem Investigativa Internacional. Foi finalista em 2010 pelo seu projeto sobre o comércio ilegal de documentos. Ganhou o Prêmio Daniel Pearl de 2011 pelo seu projeto "Offshore Crime, Inc.", uma série de histórias que documentam paraísos fiscais offshore, os criminosos que os utilizam e milhões de dólares em dinheiro perdido em impostos. Foi novamente finalista em 2013 pela sua história sobre uma rede internacional de lavagem de dinheiro chamada Proxy Platform. Ganhou o Prémio Global Shining Light em 2008 pela sua reportagem investigativa sob coação pela sua série sobre comerciantes de energia. Foi duplamente finalista para o mesmo prêmio em 2013 pelas suas histórias sobre a primeira família do banco de Montenegro, "First Family, First Bank". Ganhou o prêmio pelas suas histórias sobre a primeira família do Azerbaijão a possuir grandes empresas naquele país. Estabeleceu uma parceria com o Consórcio Internacional de Jornalistas de Investigação para um projeto sobre o contrabando de tabaco que ganhou o Prêmio Overseas Press Club e o Pr}êmio Tom Renner da IRE para reportagens sobre crimes.